# Шулань
Шула́нь (кит. упр. 舒兰, пиньинь Shūlán) — городской уезд городского округа Гирин провинции Гирин (КНР). Маньчжурское слово «шулань» в переводе означает «плоды».

## История
Во времена империи Цин здесь была установлена заповедная зона, где собирали плоды горных растений для императорского двора. В центре региона сбора была почтовая станция, которая получила название «Шулань» («плоды»).
27 апреля 1910 года был создан уезд, который по названию почтовой станции был назван Шулань.
8 октября 1992 года уезд Шулань был преобразован в городской уезд.

## Административное деление
Городской уезд Шулань делится на 5 уличных комитетов, 10 посёлков и 5 волостей.

## Соседние административные единицы
Городской уезд Шулань граничит со следующими административными единицами:
- Район Лунтань (на юго-западе)
- Городской уезд Цзяохэ (на юге)
- Город субпровинциального значения Чанчунь (на западе)
- Провинция Хэйлунцзян (на севере)